# Natalia de Córdoba
Santa Natalia de Córdoba (del Latín Natalis - Nacimiento) (Córdoba, c.825-ibídem, 27 de julio de 852) fue una cristiana del Emirato de Córdoba, martirizada durante el emirato de Abderramán II y canonizada por la Iglesia católica, junto con su esposo San Aurelio, siendo considerados dos de los 48 Mártires de Córdoba. Su día en el santoral católico es el 27 de julio.

## Historia
Su hagiografía indica que Natalia fue hija de padres mahometanos. Siendo muy niña, muere su padre y su madre se casa en segundas nupcias con un cristiano, quien educa a la pequeña bajo la cristiandad. Llegando a la adultez, se casa con su destinado marido San Aurelio.
Alrededor del año 850, el emir omeya de Córdoba Adberramán II inició una persecución contra los cristianos desatada principalmente por las declaraciones de un presbítero de nombre Perfecto. Durante esa época Natalia ve el martirio de un cristiano llamado Juan. 
Santa Natalia toma entonces la decisión, tras convencer a su esposo, de profesar su cristianismo públicamente. Son encarcelados y torturados, siendo finalmente decapitados el 27 de julio de 852.
Sobre el destino de sus cuerpos se conocen dos teorías. La primera indica que fueron sepultados en la Iglesia de San Fausto, hoy llamada Iglesia de San Pedro en Córdoba, aunque hay referencias de que dicha iglesia fue construida por el rey Fernando III de Castilla en el año 1236, tras la conquista de esa ciudad.
Otra teoría indica que, como sus cuerpos no estaban seguros en Córdoba, el rey Carlos II de Francia, conocido como Carlos el Calvo traslada el cuerpo de San Aurelio y la cabeza de Santa Natalia a la localidad de San Germán, en París.